# Serravalle (San Marino)
Serravalle (Saravâl in romagnolo nella variante sammarinese) è un castello della Repubblica di San Marino di 11 035 abitanti e un'estensione di 10,53 km², il più popoloso ed esteso della Repubblica.
Al confine con l'Italia si trova dal 1993 il Ponte di Confine.

## Origini del nome
Il toponimo Serravalle significa "che chiude la valle" in riferimento alla sua posizione geografica che chiude le ultime colline della valle dell'Ausa prima della pianura romagnola.

## Geografia fisica
Il punto più basso del castello e di tutto il territorio sammarinese è a Falciano a 55 metri d'altezza. Confina con i castelli di Domagnano e Borgo Maggiore e con i comuni italiani di Coriano, Rimini e Verucchio in Provincia di Rimini.

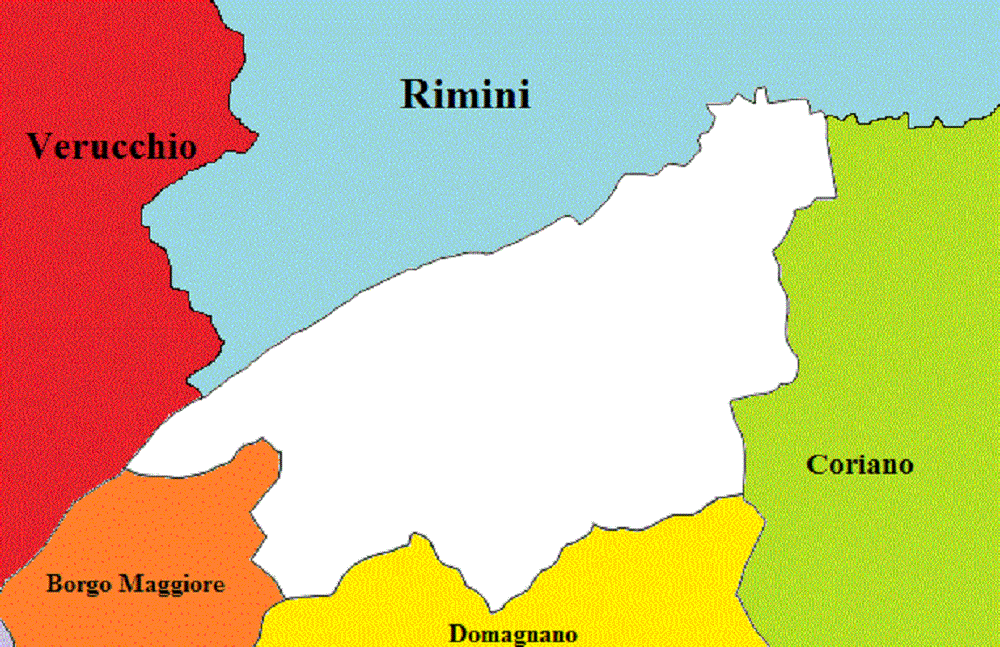
Mappa del castello di Serravalle con i castelli e i comuni confinanti

## Storia
Anticamente chiamata Olnano (Castrum Olnani) e dominio dei Malatesta di Rimini, fu occupata nel 1463 dalla Repubblica di San Marino ed entrò a far parte ufficialmente della Repubblica il 27 giugno 1463. Cesare Borgia la controllò per un breve periodo nel 1503, mettendola sotto un vicario di Rimini.

## Monumenti e luoghi d'interesse
Il castello dei Malatesta simbolo di Serravalle e la Collezione Maranello Rosso con Ferrari e Abarth nella curazia di Falciano. Inoltre nel San Marino Stadium ha sede il Museo dello sport e dell'olimpismo.

## Società

### Evoluzione demografica
Abitanti censiti

## Geografia antropica
Il castello di Serravalle comprende le curazie (frazioni) di Cà Ragni, Cinque Vie, Dogana, Falciano, Lesignano, Ponte Mellini, Rovereta e Valgiurata. Dogana, situata in prossimità del confine italiano con la via consolare per Rimini, con circa 7 000 abitanti è la maggiore città del paese.
A Rovereta il 30 settembre 1957 ebbero luogo i cosiddetti "fatti di Rovereta".

## Infrastrutture e trasporti

### Ferrovie
Dal 1932 al 1944 ha operato la Ferrovia Rimini-San Marino, a scartamento ridotto, completamente finanziata dall'Italia fascista di Benito Mussolini, in seguito alla stipula di una convenzione (1927) di esercizio fra i due Stati. Fu distrutta il 26 giugno 1944 dai bombardamenti della Desert Air Force durante la seconda guerra mondiale e smantellata fra il 1958 e il 1960.

## Amministrazione
La casa di Castello si trova in via Enrico da Montefeltro, 18.
Alle elezioni del 29 novembre 2020 è stato eletto come Capitano di Castello Roberto Ercolani della lista civica Un Castello per tutti...insieme si può!.
| Periodo          | Periodo          | Primo cittadino        | Partito                                              | Carica               | Note |
| ---------------- | ---------------- | ---------------------- | ---------------------------------------------------- | -------------------- | ---- |
| 13 dicembre 1998 | 30 novembre 2003 | Luciana Guidi          | Lista civica                                         | Capitano di castello |      |
| 30 novembre 2003 | 19 giugno 2006   | Gian Carlo Capicchioni | Lista civica                                         | Capitano di castello |      |
| 19 giugno 2006   | 22 dicembre 2008 | Filippo Tamagnini      | Lista civica                                         | Capitano di castello |      |
| 22 dicembre 2008 | 7 giugno 2009    | Luciana Guidi          | Lista civica                                         | Capitano di castello |      |
| 7 giugno 2009    | 30 novembre 2014 | Leandro Maiani         | Lista civica                                         | Capitano di castello |      |
| 30 novembre 2014 | 29 novembre 2020 | Vittorio Brigliadori   | Lista civica Il Castello che Vorrei                  | Capitano di castello |      |
| 29 novembre 2020 |                  | Roberto Ercolani       | Lista civica Un Castello per tutti...insieme si può! | Capitano di castello |      |

### Gemellaggi
- Chiusi della Verna, dal 1954
- Huangshan, dal 1999
- Sulmona, dal 2017[8]
- Zante, dal 2014[9]
- Tolentino, dal 2020 [10]

## Sport

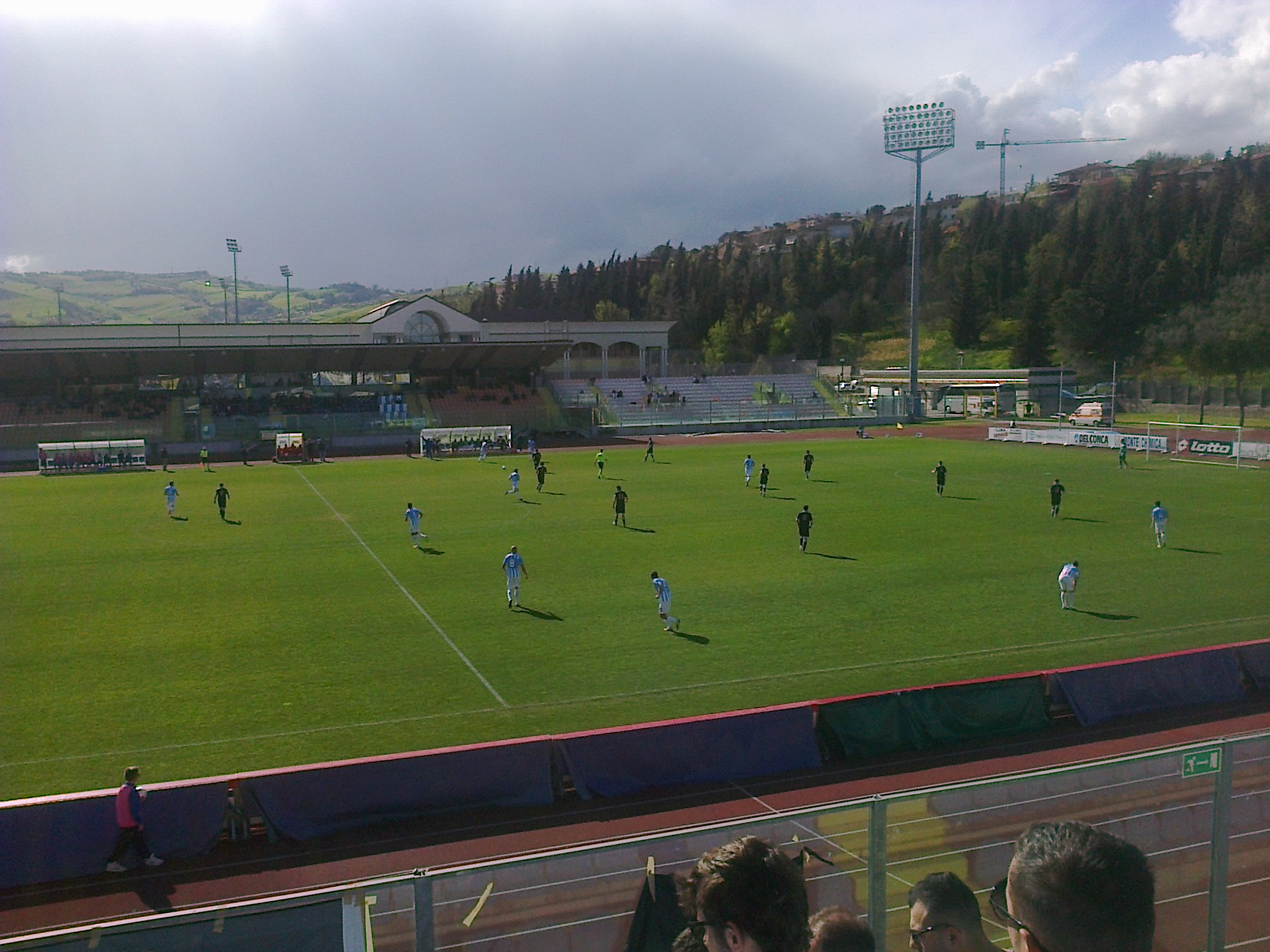
San Marino Stadium

Nel castello si trovano lo Stadio Olimpico, successivamente denominato San Marino Stadium, che è lo stadio di casa del San Marino Calcio e della nazionale sammarinese, lo stadio del baseball dove gioca il San Marino Baseball Club (vincitore di 6 campionati italiani, 2 Coppe Italia e 2 Coppe dei Campioni) e la nazionale di baseball sammarinese e il Multieventi Sport Domus, il palazzetto dello sport. 
Le squadre calcistiche del castello sono: S.S. Cosmos, S.S. Folgore/Falciano e l'A.C. Juvenes/Dogana. Fino al 2019 esisteva anche il San Marino Calcio che, però, militò sempre nel sistema calcistico italiano.Ora il Victor San Marino milita nella Serie D italiana. La Società Sportiva Juvenes di Serravalle, Polisportiva fondata nel 1953.